# Tellmuscheln

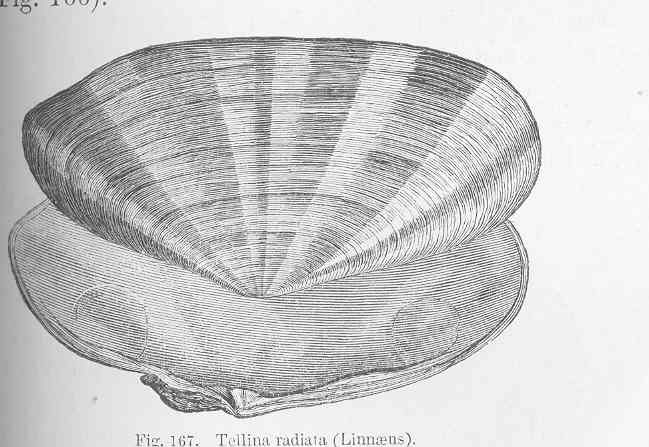
Tellina radiata Linnaeus, 1758, Typusart der Gattung Tellina Linnaeus, 1758

Die Tellmuscheln (Tellinidae), auch Plattmuscheln genannt, sind eine sehr große Familie der Muscheln aus der Ordnung Cardiida, die nach Markus Huber 550 Arten enthält. Die ältesten Vertreter der Familie stammen aus dem Valanginium (Unterkreide).

## Merkmale
Die kleinen bis mittelgroßen, oft etwas ungleichklappigen und komprimierten (= flachen) Gehäuse sind im Umriss annähernd kreisrund bis länglich-elliptisch oder auch gerundet-dreieckig. Das Vorderende ist meist gerundet, das Hinterende ist oft verlängert, z. T. sogar geschnäbelt. Die linke Klappe ist meist etwas bauchiger als die rechte Klappe oder das Gehäuse ist seitwärts nach rechts gebogen. Die Gehäuse sind fast gleichseitig bis deutlich ungleichseitig. Die Wirbel sind zum Hinterende hin verschoben. Sie sind relativ klein, meist prosogyr, seltener opisthogyr eingedreht. Oft klaffen die Gehäuse an der hinteren Ventralseite ständig.
Das Ligament liegt meist extern oder auch intern in einer Ligamentgrube. Die Schlossplatte ist meist schmal mit zwei Kardinalzähnen in jeder Klappe. Sie sind meist unterschiedlich groß, der größere Lateralzahn ist oft in der Mitte gefurcht und zweispitzig. Lateralzähne können vorhanden sein oder auch fehlen. Die hinteren Lateralzähne sind, wenn vorhanden, weiter von den Kardinalzähnen entfernt als die vorderen Lateralzähne. Es sind zwei, etwa gleich große Muskeleindrücke vorhanden, oft in rechter und linker Klappe etwas unterschiedlich. Der Mantelrand ist sehr tief eingebuchtet, die Mantelbucht erreicht den vorderen Schließmuskel.
Die aragonitische Schale besteht aus einer äußeren kombiniert-prismatischen Schicht, einer mittleren aus Kreuzlamellen und einer inneren komplex-kreuzlamellaren oder homogenen Schicht. Die Oberflächen sind fast glatt oder mit feinen konzentrischen Linien und Gruben, selten auch sehr groben Rippen oder mit Dornen (Tellidora) ornamentiert. Oft verläuft eine Furche oder ein Rücken vom Wirbel zur hinteren unteren Gehäuseecke, oft auch nur auf der rechten Klappe. Viele Formen haben kräftige Farben (Rosa-, Rot- und Gelbtöne) und häufig Strahlenmuster. Das Periostracum ist meist nur sehr dünn und durchscheinend.
Die Muschel hat zwei lange, voneinander getrennte Siphonen. Der Fuß ist groß und kräftig, und seitlich eingeengt.

## Geographische Verbreitung, Lebensraum und Lebensweise
Die Familie ist weltweit verbreitet. Der Schwerpunkt der Diversität ist jedoch in den gemäßigten und wärmeren Meeren.
Die Tellmuscheln leben meist mehr oder weniger tief eingegraben in sandigen, aber auch schlammigen und schlammig-sandigen Böden. Sie stecken auf der Seite liegend oder senkrecht im Sediment und strecken nur die Siphonen an die Sedimentoberfläche. Die Siphonen saugen die Sedimentoberfläche nach Nahrungspartikeln ab. Andere Arten sind ausschließlich Filtrierer.
Die Sedimentoberfläche wird mit dem langen Einströmsipho quasi abpipettiert. Die Gehäuse stecken oft nicht senkrecht oder waagrecht im Sediment, sondern liegen seitlich auf der linken Klappe, das etwas noch rechts gebogene Hinterende zeigt nach oben.
Zur Nutzung der Tellmuscheln wird der Meeresboden mit netzartigen Geräten durchgepflügt; im Netz finden sich dann größere und kleinere Muscheln und Krebse, aber auch Steine o. ä. Die kleineren sollen zurück ins Meer gegeben werden. Die größeren können zum Verzehr zubereitet werden.

## Taxonomie
Das Taxon wurde 1814 von Henri Marie Ducrotay de Blainville als tellinacées begründet. Das Taxon wurde auch nach der Latinisierung de Blainville zugeschrieben, sodass de Blainville auch nach den heutigen Nomenklaturregeln als Autor des Taxons gilt. Die MolluscaBase akzeptiert das Taxon als gültig.
- Familie Tellmuscheln (Tellinidae)
  - Aenigmotellininae M. Huber, Langleit & Kreipl, 2015
    - Aenigmotellina Matsukuma, 1989
    - Coanyax M. Huber, Langleit & Kreipl, 2015
    - Pseudopsammobia M. Huber, Langleit & Kreipl, 2015

  - Apolymetinae M. Huber, Langleit & Kreipl, 2015
    - Apolymetis Salisbury, 1929
    - Asthenometis M. Huber, Langleit & Kreipl, 2015
    - Leporimetis Iredale, 1930

  - Arcopagiinae M. Huber, Langleit & Kreipl, 2015
    - Arcopagia Brown, 1827
      - Dickschalige Tellmuschel (Arcopagia crassa (Pennant, 1777))
      - Arcopagia balaustina (Linnaeus, 1758)

    - †Bartrumia Marwick, 1934
    - †Barytellina Marwick, 1924
    - Dellius M. Huber, Langleit & Kreipl, 2015
    - †Finlayella Laws, 1933

  - Gastraninae M. Huber, Langleit & Kreipl, 2015
    - Gastrana Schumacher, 1817
      - Gastrana fragilis (Linnaeus, 1758)

    - Pseudomacalia M. Huber, Langleit & Kreipl, 2015

  - Macominae Olsson, 1961
    - Cymatoica Dall, 1889
    - Heteromacoma Habe, 1952
    - Limecola Brown, 1844
      - Baltische Plattmuschel (Limecola balthica (Linnaeus, 1758))

    - Macalia H. Adams, 1861
    - Macoma Leach, 1819
      - Kalk-Plattmuschel (Macoma calcarea (Gmelin, 1791))

    - Praetextellina M. Huber, Langleit & Kreipl, 2015
    - Psammotreta Dall, 1900
    - Pulvinus Scarlato, 1965
    - Scissulina Dall, 1924
    - Sylvanus M. Huber, Langleit & Kreipl, 2015 (ungültig. präokkupiert durch Sylvanus Rafinesque, 1815 und vier weitere Namen[5])
    - Temnoconcha Dall, 1921

  - Moerellinae M. Huber, Langleit & Kreipl, 2015
    - Asbjornsenia Friele, 1886
      - Zwerg-Tellmuschel (Asbjornsenia pygmaea (Lovén, 1846))

    - Moerella P. Fischer, 1887
      - Gestreckte Tellmuschel (Moerella donacina (Linnaeus, 1758))

  - Phyllodainae M. Huber, Langleit & Kreipl, 2015
    - Phylloda Schumacher, 1817

  - Strigillinae Habe, 1977
    - Strigilla Turton, 1822

  - Tellininae Blainville, 1814
    - Abranda Iredale, 1924
    - Afsharius M. Huber, Langleit & Kreipl, 2015
    - Agnomyax Stewart, 1930
    - Alaona M. Huber, Langleit & Kreipl, 2015
    - Ameritella M. Huber, Langleit & Kreipl, 2015
    - Angulinides M. Huber, Langleit & Kreipl, 2015
    - Angulus Megerle von Mühlfeld, 1811
    - Atlantella M. Huber, Langleit & Kreipl, 2015
    - Bathyangulus M. Huber, Langleit & Kreipl, 2015
    - Bosemprella M. Huber, Langleit & Kreipl, 2015
    - Cadella Dall, Bartsch & Rehder, 1938
    - Confusella M. Huber, Langleit & Kreipl, 2015
    - Elliptotellina Cossmann, 1886
    - Exotica Jousseaume in Lamy, 1918
    - Fabulina Gray, 1851
      - Gerippte Tellmuschel (Fabulina fabula (Gmelin, 1791))

    - Hanleyanus M. Huber, Langleit & Kreipl, 2015
    - Herouvalia Cossmann, in Harris & Burrows, 1891
    - Idatellina M. Huber, Langleit & Kreipl, 2015
    - Indentina M. Huber, Langleit & Kreipl, 2015
    - Indotellina M. Huber, Langleit & Kreipl, 2015
    - Iridona M. Huber, Langleit & Kreipl, 2015
    - Jitlada M. Huber, Langleit & Kreipl, 2015
    - Loxoglypta Dall, Bartsch & Rehder, 1938
    - Macomangulus Nordsieck, 1969
      - Platte Tellmuschel (Macomangulus tenuis (da Costa, 1778))

    - Macomona Finlay, 1926
    - Nitidotellina Scarlato, 1961
    - Oudardia Monterosato, 1884
    - Pallidea M. Huber, Langleit & Kreipl, 2015
    - Peronaea Poli, 1791
    - Pristipagia Iredale, 1936
    - Pseudarcopagia Bertin, 1878
    - Pseudocadella M. Huber, Langleit & Kreipl, 2015
    - Pseudotellidora M. Huber, Langleit & Kreipl, 2015
    - Scutarcopagia Pilsbry, 1918
    - Semelangulus Iredale, 1924
    - Senegona M. Huber, Langleit & Kreipl, 2015
    - Serratina Pallary, 1920
    - Tampaella M. Huber, Langleit & Kreipl, 2015
    - Tellidora H. Adams & A. Adams, 1856
    - Tellina Linnaeus, 1758
    - Tellinangulus Thiele, 1934
    - Tellinella Mörch, 1853
    - Tellinides Lamarck, 1818
    - Tellinota Iredale, 1936
    - Tonganaella M. Huber, Langleit & Kreipl, 2015